# Septoria macropoda
Septoria macropoda är en svampart som beskrevs av Pass. 1879. Septoria macropoda ingår i släktet Septoria och familjen Mycosphaerellaceae.   Inga underarter finns listade i Catalogue of Life.